# Ivamasza Daiki
Ivamasza Daiki (Jamagucsi, 1982. január 30. –) japán válogatott labdarúgó.
A japán válogatott tagjaként részt vett a 2010-es világbajnokságon.

## Statisztika
| Japán válogatott | Japán válogatott | Japán válogatott |
| Időszak          | Mérk.            | gól              |
| ---------------- | ---------------- | ---------------- |
| 2009             | 1                | 0                |
| 2010             | 3                | 0                |
| 2011             | 4                | 0                |
| Összesen         | 8                | 0                |